# Японська математика
Япо́нська матема́тика (яп. 【和算】, わさん, васан) — оригінальний вид математики, що сформувався в Японії XVII — XIX століть, у період Едо. Виникла шляхом акумулювання китайської математичної традиції та самостійних японських розробок, незалежно від європейської математики. Була представлена декількома напрямками, що конкурували між собою — школа Секі, моґамівська школа тощо. Японці, що були ізольовані від Заходу, самотужки винайшли рівняння, число пі, способи підрахунку площі геометричних фігур і тіл. Серед видатник представників — Секі Такакадзу, Айда Ясуакі та інші. Занепала після реставрації Мейджі 1868 року, коли на хвилі вестернізації японці перейняли європейську математичну традицію. Термін «японська математика» був винайдений японськими науковцями у 1870-х роках для відрізнення автентичної традиції від західної, яку називали «західна математика» (яп. 【洋算】, ようさん, йōсан).